# Maoutia
Maoutia é um género botânico pertencente à família Urticaceae.